# Arroyo Salsipuedes Chico
El Arroyo Salsipuedes Chico es un curso de agua uruguayo que atraviesa el departamento de Tacuarembó perteneciente a la cuenca hidrográfica del Río de la Plata.
Nace en la Cuchilla de Santo Domingo y desemboca en el Arroyo Salsipuedes Grande tras recorrer alrededor de 37 km.